# Allotinus normani
Allotinus normani är en fjärilsart som beskrevs av John Nevill Eliot 1967. Allotinus normani ingår i släktet Allotinus och familjen juvelvingar. Inga underarter finns listade i Catalogue of Life.